# محمد بن حمدوش
محمد ابن حمدوش، المعروف بـ«ابن محمد»، (و 1944 م ببني وَسيف) شاعر جزائري قبائلي يكتب جميع أشعاره بالأمازيغية الجزائرية ولد في 10 مارس 1944 بمدينة واسيف ولاية تيزي وزو شرق الجزائر العاصمة و هو الآن مقيم في باريس الفرنسية. شارك إدير في كتابة تهويدة «يا أبي» الشهيرة.

## حياته
ترعرع في منطقته اين تعلم الشعر عن والده وعن شيوخ المنطقة إلى أن انتقل إلى العاصمة الجزائرية ليكمل دراسته في علم النفس ويلتحق كموظف في وزارة التربية ولقد شارك في المظاهرات التي قامت سنة 1989 وانظم إلى حزب التجمع من أجل الثقافة والديمقراطية المدافع عن الأمازيغ الجزائريين وحقوقهم ولكنه هاجر سنة 1991 كبقية المثقفين الأمازيغ إلى فرنسا.